# Ingvar E. Sigurðsson
Ingvar Eggert Sigurðsson, également appelé Ingvar E. Sigurðsson ou Ingvar Sigurdsson, est un acteur islandais, né le 22 novembre 1963 à Reykjavik (Höfuðborgarsvæðið).

## Biographie

### Jeunesse et formation
Ingvar Eggert Sigurðsson naît le 22 novembre 1963 à Reykjavik, dans la région de Höfuðborgarsvæðið.
À la fin des années 1980, il rentre à l'Académie islandaise de théâtre, d'où il sort diplômé en 1990. En 1991, il est engagé par le théâtre nationale (en), où il joue dans plusieurs pièces.

### Carrière
En 1990, il commence sa carrière d'acteur dans le court métrage SSL-25 d'Óskar Jónasson. En 1992, il fait son premier pas au cinéma avec le film dramatique Ingaló d'Ásdís Thoroddsen, ainsi qu'à la télévision pour le téléfilm Camera Obscura de Sigur-Björn (1993) et la série télévisée Sigla himinfley.
En 1996, il est choisi pour un second rôle dans L'Île du diable (Djöflaeyjan) de Friðrik Þór Friðriksson.
En 2000, il se fait remarquer par sa performance schizophrénique dans le long métrage Les Anges de l'univers (Englar alheimsins) de Friðrik Þór Friðriksson, ainsi qu'il incarne l'artiste traumatisé dans Lumière froide (Kaldaljos, 2004) de Hilmar Oddsson, l'inspecteur en chef dans Jar City (Mýrin, 2006) de Baltasar Kormákur, le trafiquant diabolique dans Illegal Traffic (Reykjavík - Rotterdam, 2008) d'Óskar Jónasson.
En 2015, il incarne Anatoli Boukreev dans le drame biographique Everest de Baltasar Kormákur, ayant pour sujet sur la tragédie survenue sur l'Everest, entre 10 et 11 mai 1996, qui a causé la mort de huit personnes dans deux expéditions menées par Rob Hall et Scott Fischer, qui disparaissent également.

## Filmographie

### Cinéma

#### Longs métrage
- 1992 : Ingaló d'Ásdís Thoroddsen : Sküli
- 1994 : Skýjahöllin de Þorsteinn Jónsson : Pabbi Alla
- 1996 : L'Île du diable (Djöflaeyjan) de Friðrik Þór Friðriksson : Grjóni
- 1997 : Perlur og svín d'Óskar Jónasson : Viktor
- 1997 : Stikkfrí d'Ari Kristinsson : Hilmar
- 1998 : Sporlaust d'Hilmar Oddsson : Óli
- 2000 : Les Anges de l'univers (Englar alheimsins) de Friðrik Þór Friðriksson : Páll
- 2001 : Villiljós de Ragnar Bragason, Dagur Kári et Inga Lísa Middleton
- 2001 : No Such Thing de Hal Hartley : Dr Svendsen
- 2002 : Le Faucon islandais (Fálkar) de Friðrik Þór Friðriksson : le policier
- 2002 : K-19 : Le Piège des profondeurs (K-19: The Widowmaker) de Kathryn Bigelow : le chef ingénieur Gorelov
- 2003 : Stormy Weather de Sólveig Anspach : Gunnar
- 2004 : Lumière froide (Kaldaljos) de Hilmar Oddsson : Grímur, âgé
- 2005 : Beowulf, la légende viking (Beowulf & Grendel) de Sturla Gunnarsson : Grendel
- 2006 : Jar City (Mýrin) de Baltasar Kormákur : Erlendur
- 2007 : Foreldrar de Ragnar Bragason : Óskar Sveinn
- 2008 : Stóra planið de Olaf de Fleur Johannesson : Magnús
- 2008 : Back Soon (Skrapp út) de Sólveig Anspach : Siggi
- 2008 : Mariage à l'islandaise (Sveitabrúðkaup) de Valdís Óskarsdóttir : Brynjólfur
- 2008 : Illegal Traffic (Reykjavík - Rotterdam) d'Óskar Jónasson : Steingrimur
- 2010 : Kóngavegur de Valdís Óskarsdóttir : BB
- 2010 : Woyzeck 2010 de Gísli Örn Garðarsson : Woyzeck
- 2010 : Brim d'Árni Ólafur Ásgeirsson : le capitaine Anton
- 2010 : Courier de Páll Sigþór Pálsson : le capitaine Slavko
- 2011 : Kurteist fólk d'Olaf de Fleur Johannesson : Þorsteinn
- 2011 : Corruption (City State) (Borgríki) d'Olaf de Fleur Johannesson : Gunnar
- 2012 : I Against I de Mark Cripps, David J. Ellison, James Marquand : Issac Revchenko
- 2013 : Þetta Reddast de Börkur Gunnarsson
- 2013 : Des chevaux et des hommes (Hross í oss) de Benedikt Erlingsson : Kolbeinn
- 2013 : Metalhead (Málmhaus) de Ragnar Bragason : Karl
- 2013 : Playtime d'Isaac Julien : l'artiste
- 2014 : Harry & Heimir: Morð eru til alls fyrst de Bragi Thor Hinriksson : Simon
- 2014 : One Night in Istanbul de James Marquand : Altan
- 2014 : Borgríki 2 d'Olaf de Fleur Johannesson : Gunnar
- 2015 : Dirk Ohm - Illusjonisten som forsvant de Bobbie Peers : Lensmann
- 2015 : Everest de Baltasar Kormákur : Anatoli Boukreev
- 2015 : Sparrows (Þrestir) de Rúnar Rúnarsson : Gunnar
- 2016 : Fyrir framan annað fólk d'Óskar Jónasson : le docteur
- 2016 : L'Effet aquatique de Sólveig Anspach : Siggi
- 2016 : The Oath - Le Serment d'Hippocrate (Eiðurinn) de Baltasar Kormákur : Halldór
- 2017 : Svanurinn d'Ása Helga Hjörleifsdóttir : Karl
- 2017 : Justice League de Zack Snyder : le maire
- 2018 : La Mule (Vargur) de Börkur Sigþórsson
- 2018 : Mihkel d'Ari Alexander Ergis Magnússon : Skúli
- 2018 : Les Animaux fantastiques : Les Crimes de Grindelwald (Fantastic Beasts : The Crimes of Grindelwald) de David Yates : Grimmson
- 2019 : Un jour si blanc (Hvitur, hvitur, dagur) de Hlynur Pálmason : Ingimundur
- 2019 : Porsti de Steinpor Hroar Steinporsson et Gaukur Ulfarsson : le flic
- 2021 : Zack Snyder's Justice League de Zack Snyder : le maire du village islandais
- 2021 : Lamb de Valdimar Jóhannsson : l'homme à la télévision
- 2022 : The Northman de Robert Eggers : le sorcier
- 2022 : Godland (Vanskabte land / Volaða Land) de Hlynur Pálmason : Ragnar
- 2023 : Rebel Moon - Partie 1 : Enfant du feu (Rebel Moon - Part One : A Child of Fire) de Zack Snyder : Hagen
- 2024 : Sebastian de Mikko Mäkelä : Daniel Larson
- 2024 : Rebel Moon - Partie 2 : L'Entailleuse (Rebel Moon - Part Two : The Scargiver) de Zack Snyder : Hagen
- 2024 : Les Linceuls (The Shrouds) de David Cronenberg : Elvar
- 2024 : The Summer Book de Charlie McDowell : Eriksson
- 2025 : The Partisan de James Marquand : Armand
- 2025 : Ástin sem eftir er de Hlynur Pálmason : Pálmi
- 2025 : The Fires d'Ugla Hauksdóttir : Örn

#### Courts métrages
- 1990 : SSL-25 d'Óskar Jónasson
- 1995 : Í draumi sérhvers manns d'Inga Lísa Middleton
- 1998 : Slurpinn & Co. de Katrin Olafsdottir
- 2007 : Border Work de Tom Wright : Feliks
- 2008 : The Letter de Gael García Bernal : le père
- 2008 : Harmsaga de Valdimar Jóhannsson : le père
- 2008 : Yes, Yes de María Reyndal : Ingvar
- 2010 : Knowledgy de Hrefna Hagalin et Kristin Bara Haraldsdottir
- 2011 : Skáksaga d'Ingvar Stefánsson : le joueur d'échec
- 2011 : Litlir hlutir de Davíd Óskar Ólafsson : Gunnar
- 2012 : Tumult de Johnny Barrington : le chef
- 2012 : The Prophecy of the Seeress de Laurie Schapira : Odin
- 2013 : En maler de Hlynur Pálmason
- 2014 : Gone de Helena Jónsdóttir et Vera Wonder Sölvadóttir : l'homme
- 2015 : The Hidden Part  de Caroline D'Hondt et Monique Marnette
- 2017 : Salvation de Thora Hilmarsdottir
- 2018 : Mirage de Marie Skogvang-Stork : Leonard
- 2018 : To Plant a Flag de Bobbie Peers : le fermier
- 2024 : O de Rúnar Rúnarsson : Grimur

### Télévision

#### Téléfilms
- 1993 : Camera Obscura de Sigur-Björn
- 1998 : Áramótaskaup 1998 de Þórhallur Sigurðsson
- 1999 : Skaupið: 1999 de Sigurður Sigurjónsson, Þórhallur Sigurðsson et Örn Árnason
- 2001 : Áramótaskaup d'Óskar Jónasson
- 2003 : La Cible oubliée (Second Nature) de Ben Bolt : Franz
- 2003 : Njáls saga de Björn Br. Björnsson : Njáll
- 2006 : Áramótaskaup 2006 de Reynir Lyngdal

#### Séries télévisées
- 1996 : Sigla himinfley : Einar (4 épisodes)
- 1997 : Fornbókabúðin : Röngvaldur
- 1997 : A Legend to Ride : Gunnar
- 2009 : Fangavaktin : Viggó (mini-série ; 7 épisodes)
- 2014 : Ævar vísindamaður : le voyageur du temps (saison 1, épisode 5 : Fimmti þáttur - Tími og rúm)
- 2015-2019 : Trapped : Ásgeir Þórarinsson (20 épisodes)
- 2019 : Succession : Magnusson (saison 2, épisode 1 :  The Summer Palace)
- 2021 : Katla : Thor (8 épisodes)
- 2021 : Verbúðin : le taureau (saison 1, épisode 1 :  The Contract)
- 2021 : Blackport : Nautid (1 épisode)
- 2022 : Killing Eve : Lars (3 épisodes)
- 2023 : Afturelding : Skarphédinn (8 épisodes)
- 2024-2025 : Draumahöllin (2 épisodes)
- 2025 : King and Conqueror : Fitzosbern

## Récompenses
- 1999 : Prix Edda du meilleur acteur pour Slurpurinn & Co
- Festival de Cannes 2019 : prix Louis Roederer de la révélation pour son rôle dans Un jour si blanc[3]
- Festival international du film de Transylvanie 2019 : prix de la meilleure interprétation pour son rôle dans Un jour si blanc[4]
- Festival Premiers Plans d'Angers 2020 : prix d'interprétation pour son rôle dans Un jour si blanc[5]
- Festival international du court-métrage de Clermont-Ferrand 2025 : prix d'interprétation masculine (sélection internationale) pour son rôle dans O de Rúnar Rúnarsson[6]